# Agonocryptus infuscatus
Agonocryptus infuscatus là một loài tò vò trong họ Ichneumonidae.